# Канаб
Канаб (англ. Kanab) — город в штате Юта (США). Административный центр округа Кейн. В 2010 году в городе проживали 4312 человек.

## Географическое положение
Город расположен на западном плато Колорадо. По данным Бюро переписи Соединенных Штатов, город общей площадью 14,1 квадратных миль (36,4 км ²), из которых 14,0 квадратных миль (36,3 км ²) это земля и 0,04 квадратных мили (0,1 км ²) его (0,28 %) воды.

## История
Первая попытка заселить местность была предпринята 7 июня 1858 года. В 1864-65 годах был построен форт.

## Население
| Год переписи | Нас. |  | %±    |
| ------------ | ---- |  | ----- |
| 1890         | 409  |  | —     |
| 1900         | 710  |  | 73,6% |
| 1910         | 733  |  | 3,2%  |
| 1920         | 1102 |  | 50,3% |
| 1930         | 1195 |  | 8,4%  |
| 1940         | 1397 |  | 16,9% |
| 1950         | 1287 |  | −7,9% |
| 1960         | 1645 |  | 27,8% |
| 1970         | 1381 |  | −16%  |
| 1980         | 2148 |  | 55,5% |
| 1990         | 3289 |  | 53,1% |
| 2000         | 3564 |  | 8,4%  |
| 2010         | 4312 |  | 21%   |
| 2016         | 4526 |  | 5%    |

По данным переписи 2010 года население Канаба составляло 4312 человек (из них 48,4 % мужчин и 51,6 % женщин), в городе было 1729 домашних хозяйств и 1130 семей. На территории города было расположено 1999 построек со средней плотностью 141,8 построек на один квадратный километр суши. Расовый состав: белые — 96,2 %, афроамериканцы — 0,3 %, азиаты — 0,3 %, коренные американцы — 1,0 %. 4,2 % имеют латиноамериканское происхождение.
Население города по возрастному диапазону по данным переписи 2010 года распределилось следующим образом: 25,4 % — жители младше 18 лет, 3,3 % — между 18 и 21 годами, 51,3 % — от 21 до 65 лет и 20,0 % — в возрасте 65 лет и старше. Средний возраст населения — 41,8 лет. На каждые 100 женщин в Канабе приходилось 94,0 мужчин, при этом на 100 совершеннолетних женщин приходилось уже 89,1 мужчин сопоставимого возраста.
Из 1729 домашних хозяйств 65,4 % представляли собой семьи: 56,2 % совместно проживающих супружеских пар (20,9 % с детьми младше 18 лет); 6,7 % — женщины, проживающие без мужей и 2,5 % — мужчины, проживающие без жён. 34,6 % не имели семьи. В среднем домашнее хозяйство ведут 2,44 человека, а средний размер семьи — 3,08 человека. В одиночестве проживали 30,9 % населения, 13,0 % составляли одинокие пожилые люди (старше 65 лет).

## Экономика
Город Канаб, расположен в центре между тремя национальными парками. В окрестностях города компаниями из Голливуда снято несколько десятков фильмов, в основном вестернов. Основная сфера трудовой деятельности жителей города — сервисное обслуживание туристов.
В 2016 году из 3545 человека старше 16 лет имели работу 1923. При этом мужчины имели медианный доход в 46 917 долларов США в год против 40 174 долларов среднегодового дохода у женщин. В 2016 году медианный доход на семью оценивался в 66 646 $, на домашнее хозяйство — в 55 266 $. Доход на душу населения — 26 790 $ в год. 3,0 % от всего числа семей в Канабе и 6,8 % от всей численности населения находилось на момент переписи за чертой бедности.